# GAM-67 Crossbow
GAM-67 Crossbow là một loại tên lửa chống radar động cơ phản lực do Ventura Division thuộc Northrop chế tạo.